# Psiarnia (województwo podkarpackie)
Psiarnia – osada w Polsce położona w województwie podkarpackim, w powiecie jarosławskim, w gminie Pruchnik.
W latach 1975–1998 miejscowość administracyjnie należała do województwa przemyskiego.